# Liste der Auslandsvertretungen der Salomonen

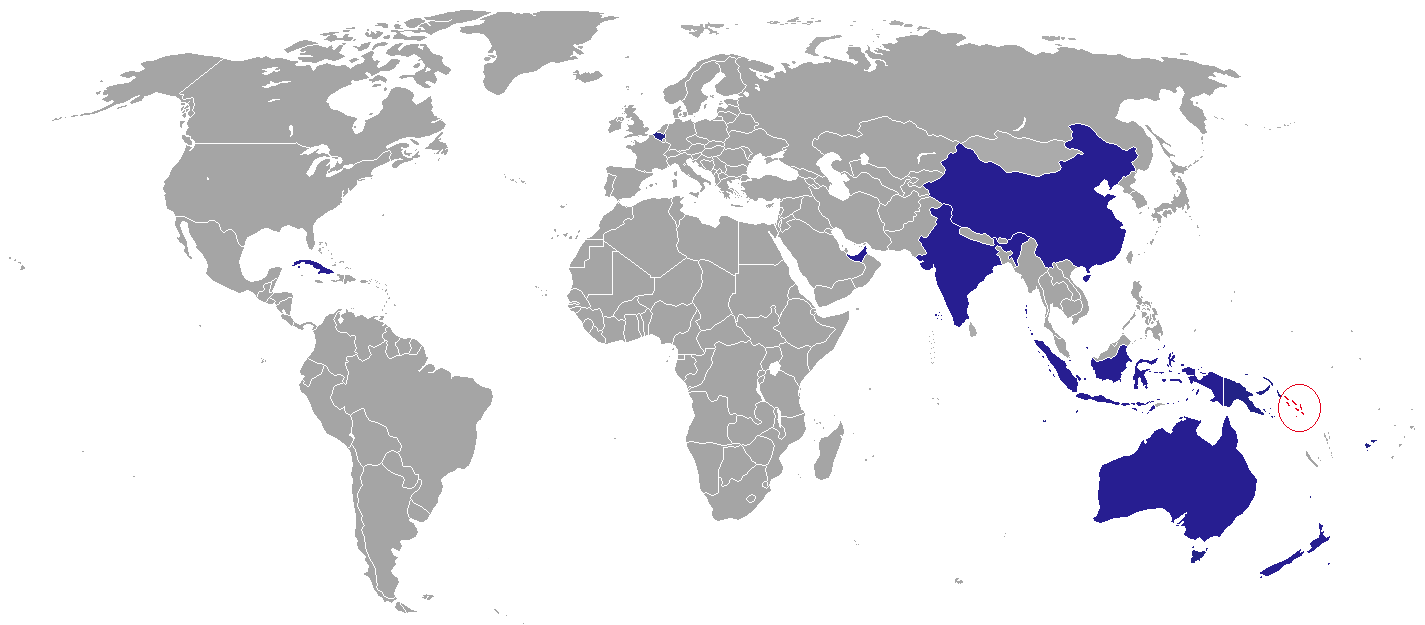
Standorte der diplomatischen Vertretungen der Salomonen:
Solomon Islands
Botschaft oder Hochkommission

Dies ist eine Liste der diplomatischen Vertretungen der Salomonen.
Zusätzlich zu den Hochkommissionen, unterhalten die Salomonen Konsulate in Brisbane.

## Diplomatische Vertretungen

### Amerika
- Kuba: Havanna, Botschaft

### Asien
- Volksrepublik China: Peking, Botschaft
- Indonesien: Jakarta, Botschaft

### Australien und Ozeanien
- Australien: Canberra, Hohe Kommission
- Fidschi: Suva, Hohe Kommission
- Neuseeland: Wellington, Hohe Kommission
- Papua-Neuguinea: Port Moresby, Hohe Kommission

### Europa
- Belgien: Brüssel, Botschaft
- Vereinigtes Königreich: London, Hohe Kommission

## Vertretungen bei internationalen Organisationen
- Europäische Union: Brüssel, Ständige Delegation
- Vereinte Nationen: New York, Ständige Vertretung
- UNESCO: Paris, Ständige Vertretung
- FAO: Rom, Ständige Vertretung